# 中华人民共和国出境入境管理法
《中华人民共和国出境入境管理法》是一部中华人民共和国法律，该法律于2012年6月30日在第十一届全国人民代表大会常务委员会通过，并于2013年7月1日起施行。

## 立法缘由
《中华人民共和国出境入境管理法》的第一条是“为了规范出境入境管理，维护中华人民共和国的主权、安全和社会秩序，促进对外交往和对外开放，制定本法。”

## 实施
《中华人民共和国出境入境管理法》的最后一条是“本法自2013年7月1日起施行。《中华人民共和国外国人入境出境管理法》和《中华人民共和国公民出境入境管理法》同时废止。”